# Bóng đá tại Thế vận hội Mùa hè 2020 - Nam (Vòng đấu loại trực tiếp)
Vòng đấu loại trực tiếp của môn bóng đá nam tại Thế vận hội Mùa hè 2020 diễn ra từ ngày 31 tháng 7 đến ngày 7 tháng 8 năm 2021. Vòng đấu có sự tham gia của hai đội đầu mỗi bảng.
Múi giờ địa phương JST (UTC+9).

## Thể thức
Tại vòng loại trực tiếp, nếu một trận đấu hòa trong thời gian thi đấu chính thức, hai đội sẽ thi đấu hiệp phụ hai hiệp mỗi hiệp 15 phút) và sau đó, nếu cần thiết sút luân lưu sẽ được sử dụng để xác định đội giành chiến thắng.

## Đội đủ điều kiện
Hai đội đứng đầu mỗi bảng sẽ được vào chơi ở vòng đấu loại trực tiếp.
| Bảng | Nhất        | Nhì         |
| ---- | ----------- | ----------- |
| A    | Nhật Bản    | México      |
| B    | Hàn Quốc    | New Zealand |
| C    | Tây Ban Nha | Ai Cập      |
| D    | Brasil      | Bờ Biển Ngà |

## Sơ đồ
|  | Tứ kết                       | Tứ kết               |                             |      | Bán kết               | Bán kết               |  |  | Tranh huy chương vàng | Tranh huy chương vàng |
|  |                              |                      |                             |      |                       |                       |  |  |                       |                       |
|  | 31 tháng 7 – Rifu            |                      |                             |      |                       |                       |  |  |                       |                       |
|  |                              |                      |                             |      |                       |                       |  |  |                       |                       |
|  | Tây Ban Nha (s.h.p.)         | 5                    |                             |      |                       |                       |  |  |                       |                       |
|  | Tây Ban Nha (s.h.p.)         | 5                    | 3 tháng 8 – Kashima         |      |                       |                       |  |  |                       |                       |
|  | Bờ Biển Ngà                  | 2                    |                             |      |                       |                       |  |  |                       |                       |
|  | Bờ Biển Ngà                  | 2                    | México                      | 0(1) |                       |                       |  |  |                       |                       |
|  | 31 tháng 7 – Kashima         |                      | México                      | 0(1) |                       |                       |  |  |                       |                       |
|  |                              | Brasil (p)           | 0(4)                        |      |                       |                       |  |  |                       |                       |
|  | Nhật Bản (p)                 | Brasil (p)           | 0(4)                        | 0(4) |                       |                       |  |  |                       |                       |
|  | Nhật Bản (p)                 |                      | 7 tháng 8 – Tokyo (Quốc tế) | 0(4) |                       |                       |  |  |                       |                       |
|  | New Zealand                  | 0(2)                 |                             |      |                       |                       |  |  |                       |                       |
|  | New Zealand                  | 0(2)                 | Tây Ban Nha                 | 1    |                       |                       |  |  |                       |                       |
|  | 31 tháng 7 – Saitama         |                      | Tây Ban Nha                 | 1    |                       |                       |  |  |                       |                       |
|  |                              | Brasil (s.h.p.)      | 2                           |      |                       |                       |  |  |                       |                       |
|  | Brasil                       | Brasil (s.h.p.)      | 2                           | 1    |                       |                       |  |  |                       |                       |
|  | Brasil                       | 3 tháng 8 – Saitama  |                             | 1    |                       |                       |  |  |                       |                       |
|  | Ai Cập                       | 0                    |                             |      |                       |                       |  |  |                       |                       |
|  | Ai Cập                       | 0                    | Nhật Bản                    | 0    |                       |                       |  |  |                       |                       |
|  | 31 tháng 7 – Tokyo (Quốc tế) |                      | Nhật Bản                    | 0    |                       |                       |  |  |                       |                       |
|  |                              | Tây Ban Nha (s.h.p.) | 1                           |      | Tranh huy chương đồng | Tranh huy chương đồng |  |  |                       |                       |
|  | Hàn Quốc                     | Tây Ban Nha (s.h.p.) | 1                           | 3    | Tranh huy chương đồng | Tranh huy chương đồng |  |  |                       |                       |
|  | Hàn Quốc                     |                      | 6 tháng 8 – Saitama         | 3    |                       |                       |  |  |                       |                       |
|  | México                       | 6                    |                             |      |                       |                       |  |  |                       |                       |
|  | México                       | 6                    | Nhật Bản                    | 1    |                       |                       |  |  |                       |                       |
|  |                              |                      |                             |      |                       |                       |  |  |                       |                       |
|  | México                       | 3                    |                             |      |                       |                       |  |  |                       |                       |
|  | México                       | 3                    |                             |      |                       |                       |  |  |                       |                       |

## Tứ kết

### Tây Ban Nha vs Bờ Biển Ngà
| Tây Ban Nha                                                  | 5–2 (s.h.p.)                     | Bờ Biển Ngà                 |
| ------------------------------------------------------------ | -------------------------------- | --------------------------- |
| - Olmo 30' - Mir 90+3', 117', 120+1' - Oyarzabal 98' (ph.đ.) | Chi tiết (TOCOG) Chi tiết (FIFA) | - Bailly 10' - Gradel 90+1' |

| Tây Ban Nha | Bờ Biển Ngà |

| GK                | 1  | Unai Simón       |      |       |
| RB                | 2  | Óscar Mingueza   |      | 10'   |
| CB                | 12 | Eric García      | 77'  |       |
| CB                | 4  | Pau Torres       |      |       |
| LB                | 20 | Juan Miranda     |      | 106'  |
| RM                | 8  | Mikel Merino (c) |      | 90+2' |
| CM                | 6  | Martín Zubimendi |      | 106'  |
| CM                | 16 | Pedri            |      | 102'  |
| RF                | 7  | Marco Asensio    |      | 67'   |
| CF                | 11 | Mikel Oyarzabal  |      |       |
| LF                | 19 | Dani Olmo        | 70'  |       |
| Substitutions:    |    |                  |      |       |
| DF                | 5  | Jesús Vallejo    |      | 10'   |
| MF                | 21 | Bryan Gil        |      | 67'   |
| FW                | 9  | Rafa Mir         |      | 90+2' |
| MF                | 14 | Carlos Soler     | 114' | 106'  |
| MF                | 15 | Jon Moncayola    |      | 106'  |
| DF                | 3  | Marc Cucurella   |      | 106'  |
| Huấn luyện viên:  |    |                  |      |       |
| Luis de la Fuente |    |                  |      |       |

| GK               | 16 | Ira Eliezer Tapé    |     |      |
| RB               | 6  | Wilfried Singo      |     |      |
| CB               | 3  | Eric Bailly         |     |      |
| CB               | 4  | Kouadio-Yves Dabila | 74' |      |
| LB               | 5  | Ismaël Diallo       |     |      |
| RM               | 18 | Cheick Timité       |     | 62'  |
| CM               | 12 | Eboue Kouassi       |     | 114' |
| CM               | 8  | Franck Kessié       |     |      |
| LM               | 15 | Max Gradel (c)      |     |      |
| CF               | 11 | Christian Kouamé    |     | 90'  |
| CF               | 9  | Youssouf Dao        |     |      |
| Substitutions:   |    |                     |     |      |
| FW               | 10 | Amad Diallo         |     | 62'  |
| FW               | 13 | Kader Keïta         |     | 90'  |
| DF               | 19 | Koffi Kouao         |     | 114' |
| Huấn luyện viên: |    |                     |     |      |
| Soualiho Haïdara |    |                     |     |      |

| Trợ lý trọng tài: Tulio Moreno (Venezuela) Lubin Torrealba (Venezuela) Trọng tài thứ tư: Leodán González (Uruguay) Trợ lý trọng tài video: Nicolás Gallo (Colombia) Giám sát trợ lý trọng tài video: Erick Miranda (Mexico) |

### Nhật Bản vs New Zealand
| Nhật Bản                              | 0–0 (s.h.p.)                     | New Zealand                      |
| ------------------------------------- | -------------------------------- | -------------------------------- |
|                                       | Chi tiết (TOCOG) Chi tiết (FIFA) |                                  |
| Loạt sút luân lưu                     |                                  |                                  |
| - Ueda - Itakura - Nakayama - Yoshida | 4–2                              | Wood · Cacace · Lewis · McCowatt |

| Nhật Bản | New Zealand |

| GK                  | 12 | Kosei Tani        |      |      |
| RB                  | 15 | Daiki Hashioka    |      |      |
| CB                  | 5  | Maya Yoshida (c)  |      |      |
| CB                  | 14 | Takehiro Tomiyasu | 89'  |      |
| LB                  | 13 | Reo Hatate        |      | 90'  |
| CM                  | 6  | Wataru Endo       |      |      |
| CM                  | 17 | Ao Tanaka         |      | 90'  |
| RW                  | 10 | Ritsu Doan        |      | 105' |
| AM                  | 7  | Takefusa Kubo     |      |      |
| LW                  | 16 | Yuki Soma         |      | 69'  |
| CF                  | 19 | Daichi Hayashi    |      | 69'  |
| Vào sân thay người: |    |                   |      |      |
| FW                  | 18 | Ayase Ueda        |      | 69'  |
| DF                  | 3  | Yuta Nakayama     |      | 69'  |
| MF                  | 11 | Kaoru Mitoma      |      | 90'  |
| DF                  | 4  | Ko Itakura        |      | 90'  |
| MF                  | 8  | Koji Miyoshi      | 114' | 105' |
| Huấn luyện viên:    |    |                   |      |      |
| Hajime Moriyasu     |    |                   |      |      |

| GK                  | 1  | Michael Woud     |     |     |
| CB                  | 16 | Gianni Stensness | 55' |     |
| CB                  | 2  | Winston Reid (c) |     | 51' |
| CB                  | 4  | Nando Pijnaker   |     |     |
| RWB                 | 17 | Callan Elliot    |     | 79' |
| LWB                 | 3  | Liberato Cacace  | 71' |     |
| RM                  | 7  | Elijah Just      |     |     |
| CM                  | 19 | Matthew Garbett  | 64' | 79' |
| CM                  | 8  | Joe Bell         | 19' |     |
| CM                  | 6  | Clayton Lewis    |     |     |
| CF                  | 9  | Chris Wood       |     |     |
| CF                  | 18 | Ben Waine        |     | 85' |
| Vào sân thay người: |    |                  |     |     |
| FW                  | 12 | Callum McCowatt  |     | 51' |
| DF                  | 15 | Dane Ingham      |     | 79' |
| FW                  | 7  | Elijah Just      |     | 79' |
| FW                  | 11 | Joe Champness    |     | 85' |
| Huấn luyện viên:    |    |                  |     |     |
| Danny Hay           |    |                  |     |     |

| Trợ lý trọng tài: Corey Parker (Hoa Kỳ) Kyle Atkins (Hoa Kỳ) Trọng tài thứ tư: Victor Gomes (Nam Phi) Trợ lý trọng tài video: Chris Penso (Hoa Kỳ) Giám sát trợ lý trọng tài video: Tiago Martins (Bồ Đào Nha) |

### Brasil vs Ai Cập
| Brasil      | 1–0                              | Ai Cập |
| ----------- | -------------------------------- | ------ |
| - Cunha 37' | Chi tiết (TOCOG) Chi tiết (FIFA) |        |

| Brazil | Ai Cập |

| GK                  | 1  | Santos          |     |       |
| RB                  | 13 | Dani Alves (c)  |     |       |
| CB                  | 15 | Nino            |     |       |
| CB                  | 3  | Diego Carlos    |     |       |
| LB                  | 6  | Guilherme Arana |     |       |
| CM                  | 5  | Douglas Luiz    |     |       |
| CM                  | 8  | Bruno Guimarães |     |       |
| RW                  | 11 | Antony          | 32' | 65'   |
| AM                  | 9  | Matheus Cunha   |     | 54'   |
| LW                  | 20 | Claudinho       |     | 65'   |
| CF                  | 10 | Richarlison     |     | 90+2' |
| Vào sân thay người: |    |                 |     |       |
| FW                  | 7  | Paulinho        |     | 90+2' |
| FW                  | 17 | Malcom          |     | 90+2' |
| MF                  | 19 | Reinier         |     | 90+2' |
| MF                  | 2  | Gabriel Menino  |     | 90+2' |
| Huấn luyện viên:    |    |                 |     |       |
| André Jardine       |    |                 |     |       |

| GK                  | 1  | Mohamed El Shenawy   |     |       |
| CB                  | 4  | Osama Galal          |     |       |
| CB                  | 6  | Ahmed Hegazi         |     |       |
| CB                  | 18 | Mahmoud Hamdy        |     |       |
| RWB                 | 13 | Karim El Eraki       |     | 62'   |
| LWB                 | 20 | Ahmed Abou El Fotouh |     |       |
| RM                  | 9  | Taher Mohamed        |     | 84'   |
| CM                  | 12 | Akram Tawfik         | 42' |       |
| CM                  | 2  | Amar Hamdy           |     | 84'   |
| LM                  | 10 | Ramadan Sobhi (c)    |     |       |
| CF                  | 14 | Ahmed Yasser Rayyan  |     | 62'   |
| Vào sân thay người: |    |                      |     |       |
| FW                  | 7  | Salah Mohsen         |     | 90+2' |
| MF                  | 15 | Emam Ashour          |     | 90+2' |
| MF                  | 8  | Nasser Maher         |     | 90+2' |
| FW                  | 21 | Nasser Mansi         |     | 90+2' |
| Huấn luyện viên:    |    |                      |     |       |
| Shawky Gharieb      |    |                      |     |       |

| Trợ lý trọng tài: Anton Schetinin (Úc) George Lakrindis (Úc) Trọng tài thứ tư: Adham Makhadmeh (Jordan) Trợ lý trọng tài video: Marco Guida (Ý) Giám sát trợ lý trọng tài video: Guillermo Cuadra Fernández (Tây Ban Nha) |

### Hàn Quốc vs México
| Hàn Quốc                                     | 3–6                              | México                                                              |
| -------------------------------------------- | -------------------------------- | ------------------------------------------------------------------- |
| Lee Dong-gyeong 20', 51' · Hwang Ui-jo 90+1' | Chi tiết (TOCOG) Chi tiết (FIFA) | Martín 12', 54' · Romo 30' · Córdova 39' (ph.đ.), 63' · Aguirre 84' |

| Hàn Quốc | México |

| GK                  | 1  | Song Bum-keun    |     |         |
| RB                  | 12 | Seol Young-woo   |     |         |
| CB                  | 5  | Jeong Tae-uk (c) | 34' |         |
| CB                  | 4  | Park Ji-soo      |     | 81'     |
| LB                  | 19 | Kang Yoon-sung   | 38' | 46'     |
| RM                  | 11 | Lee Dong-jun     |     |         |
| CM                  | 21 | Kim Jin-kyu      |     | 46'     |
| CM                  | 14 | Kim Dong-hyun    |     | 46'     |
| LM                  | 13 | Kim Jin-ya       |     |         |
| SS                  | 10 | Lee Dong-gyeong  |     |         |
| CF                  | 16 | Hwang Ui-jo      |     |         |
| Vào sân thay người: |    |                  |     |         |
| MF                  | 7  | Kwon Chang-hoon  |     | 46'     |
| FW                  | 17 | Um Won-sang      |     | 46' 73' |
| MF                  | 15 | Won Du-jae       | 49' | 46'     |
| MF                  | 8  | Lee Kang-in      |     | 73'     |
| DF                  | 3  | Kim Jae-woo      |     | 81'     |
| Huấn luyện viên:    |    |                  |     |         |
| Kim Hak-bum         |    |                  |     |         |

| GK                  | 13 | Guillermo Ochoa (c)   |     |     |
| RB                  | 6  | Vladimir Loroña       |     |     |
| CB                  | 3  | César Montes          |     |     |
| CB                  | 5  | Johan Vásquez         | 32' | 80' |
| LB                  | 2  | Jorge Sánchez         | 76' |     |
| CM                  | 7  | Luis Romo             |     |     |
| CM                  | 16 | José Joaquín Esquivel |     |     |
| CM                  | 17 | Sebastián Córdova     |     | 73' |
| RF                  | 15 | Uriel Antuna          |     | 72' |
| CF                  | 9  | Henry Martín          |     | 78' |
| LF                  | 11 | Alexis Vega           |     | 78' |
| Vào sân thay người: |    |                       |     |     |
| FW                  | 10 | Diego Lainez          |     | 72' |
| MF                  | 20 | Fernando Beltrán      |     | 73' |
| FW                  | 18 | Eduardo Aguirre       |     | 78' |
| FW                  | 19 | Jesús Ricardo Angulo  |     | 78' |
| DF                  | 4  | Jesús Alberto Angulo  | 90' | 80' |
| Huấn luyện viên:    |    |                       |     |     |
| Jaime Lozano        |    |                       |     |     |

| Trợ lý trọng tài: Roy Hassan (Israel) Idan Yarkoni (Israel) Trọng tài thứ tư: Srđan Jovanović (Serbia) Trợ lý trọng tài video: Roi Reinshreiber (Israel) Giám sát trợ lý trọng tài video: Paweł Raczkowski (Ba Lan) |

## Bán kết

### México vs Brasil
| México                          | 0–0 (s.h.p.)                     | Brasil                                     |
| ------------------------------- | -------------------------------- | ------------------------------------------ |
|                                 | Chi tiết (TOCOG) Chi tiết (FIFA) |                                            |
| Loạt sút luân lưu               |                                  |                                            |
| - Aguirre - Vasquez - Rodríguez | 1–4                              | - Alves - Martinelli - Guimarães - Reinier |

| México | Brazil |

| GK                  | 13 | Guillermo Ochoa (c)   |      |       |
| RB                  | 6  | Vladimir Loroña       | 76'  |       |
| CB                  | 3  | César Montes          | 40'  |       |
| CB                  | 5  | Johan Vásquez         |      |       |
| LB                  | 4  | Jesús Alberto Angulo  |      | 98'   |
| DM                  | 7  | Luis Romo             | 105' |       |
| CM                  | 16 | José Joaquín Esquivel |      | 46'   |
| CM                  | 17 | Sebastián Córdova     |      | 78'   |
| RF                  | 15 | Uriel Antuna          |      | 62'   |
| CF                  | 9  | Henry Martín          |      | 98'   |
| LF                  | 11 | Alexis Vega           |      | 90+2' |
| Vào sân thay người: |    |                       |      |       |
| MF                  | 8  | Carlos Rodríguez      |      | 46'   |
| FW                  | 10 | Diego Lainez          | 74'  | 62'   |
| FW                  | 19 | Jesús Ricardo Angulo  |      | 78'   |
| FW                  | 21 | Roberto Alvarado      |      | 90+2' |
| DF                  | 12 | Adrián Mora           |      | 98'   |
| FW                  | 18 | Eduardo Aguirre       |      | 98'   |
| Huấn luyện viên:    |    |                       |      |       |
| Jaime Lozano        |    |                       |      |       |

| GK                  | 1  | Santos             |      |      |
| RB                  | 13 | Dani Alves (c)     |      |      |
| CB                  | 15 | Nino               |      |      |
| CB                  | 3  | Diego Carlos       | 37'  |      |
| LB                  | 6  | Guilherme Arana    |      |      |
| CM                  | 5  | Douglas Luiz       | 110' | 115' |
| CM                  | 8  | Bruno Guimarães    | 72'  |      |
| RW                  | 7  | Paulinho           |      | 67'  |
| AM                  | 20 | Claudinho          |      | 72'  |
| LW                  | 10 | Richarlison        |      |      |
| CF                  | 11 | Antony             | 64'  | 91'  |
| Vào sân thay người: |    |                    |      |      |
| FW                  | 21 | Gabriel Martinelli |      | 67'  |
| MF                  | 19 | Reinier            | 76'  | 72'  |
| FW                  | 17 | Malcom             |      | 91'  |
| MF                  | 18 | Matheus Henrique   |      | 115' |
| Huấn luyện viên:    |    |                    |      |      |
| André Jardine       |    |                    |      |      |

| Trợ lý trọng tài: Martin Margaritov (Bulgaria) Diyan Valkov (Bulgaria) Trọng tài thứ tư: Bamlak Tessema Weyesa (Ethiopia) Trợ lý trọng tài video: Marco Guida (Ý) Giám sát trợ lý trọng tài video: Benoît Millot (Pháp) |

### Nhật Bản vs Tây Ban Nha
| Nhật Bản | 0–1 (s.h.p.)                     | Tây Ban Nha  |
| -------- | -------------------------------- | ------------ |
|          | Chi tiết (TOCOG) Chi tiết (FIFA) | Asensio 115' |

| Nhật Bản | Tây Ban Nha |

| GK                  | 12 | Kosei Tani       |     |      |
| RB                  | 2  | Hiroki Sakai     | 99' |      |
| CB                  | 5  | Maya Yoshida (c) |     |      |
| CB                  | 4  | Ko Itakura       |     |      |
| LB                  | 3  | Yuta Nakayama    |     |      |
| CM                  | 6  | Wataru Endo      |     |      |
| CM                  | 17 | Ao Tanaka        |     | 118' |
| RW                  | 10 | Ritsu Doan       |     | 91'  |
| AM                  | 7  | Takefusa Kubo    |     | 91'  |
| LW                  | 13 | Reo Hatate       |     | 65'  |
| CF                  | 19 | Daichi Hayashi   |     | 65'  |
| Vào sân thay người: |    |                  |     |      |
| MF                  | 16 | Yuki Soma        |     | 65'  |
| FW                  | 18 | Ayase Ueda       |     | 65'  |
| MF                  | 8  | Koji Miyoshi     |     | 91'  |
| FW                  | 9  | Daizen Maeda     |     | 91'  |
| DF                  | 15 | Daiki Hashioka   |     | 118' |
| Huấn luyện viên:    |    |                  |     |      |
| Hajime Moriyasu     |    |                  |     |      |

| GK                  | 1  | Unai Simón       |       |      |
| RB                  | 18 | Óscar Gil        | 13'   | 46'  |
| CB                  | 12 | Eric García      |       |      |
| CB                  | 4  | Pau Torres       |       |      |
| LB                  | 3  | Marc Cucurella   |       | 105' |
| DM                  | 6  | Martín Zubimendi | 90+5' | 97'  |
| CM                  | 8  | Mikel Merino (c) | 51'   | 59'  |
| CM                  | 16 | Pedri            |       | 83'  |
| RF                  | 11 | Mikel Oyarzabal  |       |      |
| CF                  | 9  | Rafa Mir         | 117'  |      |
| LF                  | 19 | Dani Olmo        |       | 59'  |
| Vào sân thay người: |    |                  |       |      |
| DF                  | 5  | Jesús Vallejo    | 110'  | 46'  |
| MF                  | 14 | Carlos Soler     |       | 59'  |
| FW                  | 17 | Javi Puado       |       | 59'  |
| FW                  | 7  | Marco Asensio    | 115'  | 83'  |
| MF                  | 15 | Jon Moncayola    |       | 97'  |
| DF                  | 20 | Juan Miranda     |       | 105' |
| Huấn luyện viên:    |    |                  |       |      |
| Luis de la Fuente   |    |                  |       |      |

| Trợ lý trọng tài: Michael Orué (Peru) Jesús Sánchez (Peru) Trọng tài thứ tư: Matthew Conger (New Zealand) Trợ lý trọng tài video: Mauro Vigliano (Argentina) Giám sát trợ lý trọng tài video: Andrés Cunha (Uruguay) |

## Tranh huy chương đồng
Trận tranh huy chương đồng theo thông thường sẽ diễn ra vào ngày 6 tháng 8 năm 2021 lúc 20:00 giờ địa phương. Nhưng do trận tranh huy chương vàng môn bóng đá nữ diễn ra cùng ngày đã dời lại từ 11:00 đến 21:00 theo giờ địa phương vì thời tiết quá nắng nóng vào mùa hè tại Nhật Bản, cho nên trận đấu đã dời vào lúc 18:00 theo giờ địa phương.
| México                                         | 3–1                              | Nhật Bản     |
| ---------------------------------------------- | -------------------------------- | ------------ |
| - Córdova 13' (ph.đ.) - Vásquez 22' - Vega 58' | Chi tiết (TOCOG) Chi tiết (FIFA) | - Mitoma 78' |

| México | Nhật Bản |

| GK                  | 13 | Guillermo Ochoa (c)   | 90+3' |     |
| RB                  | 2  | Jorge Sánchez         | 42'   |     |
| CB                  | 3  | César Montes          |       |     |
| CB                  | 5  | Johan Vásquez         | 27'   |     |
| LB                  | 4  | Jesús Alberto Angulo  |       |     |
| DM                  | 7  | Luis Romo             |       |     |
| CM                  | 8  | Carlos Rodríguez      |       | 86' |
| CM                  | 17 | Sebastián Córdova     |       | 78' |
| RF                  | 10 | Diego Lainez          |       | 56' |
| CF                  | 9  | Henry Martín          |       | 86' |
| LF                  | 11 | Alexis Vega           |       | 78' |
| Vào sân thay người: |    |                       |       |     |
| FW                  | 15 | Uriel Antuna          |       | 56' |
| MF                  | 20 | Fernando Beltrán      |       | 78' |
| FW                  | 21 | Roberto Alvarado      |       | 78' |
| MF                  | 16 | José Joaquín Esquivel |       | 86' |
| FW                  | 18 | Eduardo Aguirre       |       | 86' |
| Huấn luyện viên:    |    |                       |       |     |
| Jaime Lozano        |    |                       |       |     |

| GK                  | 12 | Kosei Tani        |     |     |
| RB                  | 2  | Hiroki Sakai      |     |     |
| CB                  | 5  | Maya Yoshida (c)  |     |     |
| CB                  | 14 | Takehiro Tomiyasu |     |     |
| LB                  | 3  | Yuta Nakayama     |     | 62' |
| CM                  | 6  | Wataru Endo       | 19' | 80' |
| CM                  | 17 | Ao Tanaka         |     | 71' |
| RW                  | 10 | Ritsu Doan        |     |     |
| AM                  | 7  | Takefusa Kubo     |     |     |
| LW                  | 16 | Yuki Soma         |     | 46' |
| CF                  | 19 | Daichi Hayashi    |     | 62' |
| Vào sân thay người: |    |                   |     |     |
| MF                  | 11 | Kaoru Mitoma      |     | 62' |
| FW                  | 18 | Ayase Ueda        | 80' | 62' |
| DF                  | 4  | Ko Itakura        |     | 71' |
| MF                  | 8  | Koji Miyoshi      |     | 80' |
| Huấn luyện viên:    |    |                   |     |     |
| Hajime Moriyasu     |    |                   |     |     |

| Trợ lý trọng tài: Mohammed Ibrahim (Sudan) Gilbert Cheruiyot (Kenya) Trọng tài thứ tư: Matthew Conger (New Zealand) Trợ lý trọng tài video: Benoît Millot (Pháp) Giám sát trọng tài video: Tiago Martins (Bồ Đào Nha) |

## Tranh huy chương vàng
| Tây Ban Nha   | 1–2 (s.h.p.)                     | Brasil                      |
| ------------- | -------------------------------- | --------------------------- |
| Oyarzabal 61' | Chi tiết (TOCOG) Chi tiết (FIFA) | - Cunha 45+2' - Malcom 108' |

| Brasil | Tây Ban Nha |

| GK                  | 1  | Santos           |     |      |
| RB                  | 13 | Dani Alves (c)   |     |      |
| CB                  | 15 | Nino             |     |      |
| CB                  | 3  | Diego Carlos     |     |      |
| LB                  | 6  | Guilherme Arana  | 20' |      |
| CM                  | 5  | Douglas Luiz     | 89' |      |
| CM                  | 8  | Bruno Guimarães  |     |      |
| RW                  | 11 | Antony           |     | 112' |
| AM                  | 9  | Matheus Cunha    | 64' | 91'  |
| LW                  | 20 | Claudinho        |     | 106' |
| CF                  | 10 | Richarlison      | 31' | 114' |
| Vào sân thay người: |    |                  |     |      |
| GK                  | 12 | Brenno           |     |      |
| DF                  | 4  | Ricardo Graça    |     |      |
| MF                  | 2  | Gabriel Menino   |     | 112' |
| MF                  | 18 | Matheus Henrique |     |      |
| MF                  | 19 | Reinier          |     | 106' |
| FW                  | 7  | Paulinho         |     | 114' |
| FW                  | 17 | Malcom           |     | 91'  |
| Huấn luyện viên:    |    |                  |     |      |
| André Jardine       |    |                  |     |      |

| GK                  | 1  | Unai Simón       |        |      |
| RB                  | 18 | Óscar Gil        |        | 91'  |
| CB                  | 12 | Eric García      | 27'    |      |
| CB                  | 4  | Pau Torres       |        |      |
| LB                  | 3  | Marc Cucurella   |        | 91'  |
| DM                  | 6  | Martín Zubimendi |        | 112' |
| CM                  | 8  | Mikel Merino (c) |        | 46'  |
| CM                  | 16 | Pedri            |        |      |
| RF                  | 7  | Marco Asensio    |        | 46'  |
| CF                  | 11 | Mikel Oyarzabal  |        | 104' |
| LF                  | 19 | Dani Olmo        |        |      |
| Vào sân thay người: |    |                  |        |      |
| GK                  | 13 | Álvaro Fernández |        |      |
| DF                  | 5  | Jesús Vallejo    |        | 91'  |
| DF                  | 20 | Juan Miranda     |        | 91'  |
| MF                  | 14 | Carlos Soler     |        | 46'  |
| MF                  | 15 | Jon Moncayola    |        | 112' |
| MF                  | 21 | Bryan Gil        | 105+1' | 46'  |
| FW                  | 9  | Rafa Mir         |        | 104' |
| Huấn luyện viên:    |    |                  |        |      |
| Luis de la Fuente   |    |                  |        |      |

Trợ lý trọng tài:

Anton Schetinin (Úc)

George Lakrindis (Úc)

Trọng tài thứ tư:

Artur Soares Dias (Bồ Đào Nha)

Trợ lý trọng tài video:

Abdulla Al-Marri (Qatar)

Giám sát trợ lý trọng tài video:

Tiago Martins (Bồ Đào Nha)

## Liên kết
- Men's Olympic Football Tournament Tokyo 2020 Lưu trữ ngày 2 tháng 1 năm 2021 tại Wayback Machine, FIFA.com